# Collier Hills
Collier Hills är en kulle i Antarktis. Den ligger i Västantarktis. Chile gör anspråk på området. Toppen på Collier Hills är 945 meter över havet.
Terrängen runt Collier Hills är kuperad norrut, men söderut är den platt. Trakten är obefolkad. Det finns inga samhällen i närheten. 